# Gerard Vaughan (homme politique britannique)
Pour les articles homonymes, voir Gerard Vaughan et Vaughan.
Gerard Foliott Vaughan (11 juin 1923-29 juillet 2003) est un psychiatre et homme politique britannique, qui est ministre pendant l'administration de Thatcher.

## Jeunesse et carrière
Gerard Vaughan est le fils d'un planteur de sucre, né et éduqué dans ce qui est maintenant le Mozambique. Pendant la Seconde Guerre mondiale, son père rejoint la Royal Air Force en tant que pilote, et est tué.
Le jeune Vaughan étudie la médecine à Londres, puis à l'Université de Londres, l'hôpital Guy, et l'hôpital Maudsley. Il est ensuite consultant responsable de la clinique Bloomfield à l'hôpital Guy de 1958 à 1979.

## Politique
Vaughan milite au sein du Parti conservateur au milieu des années 1950, servant au Conseil du comté de Londres. Il se présente pour la circonscription de Poplar dans l'est de Londres lors de l'élection générale de 1955, mais il est battu. Lors de l'élection générale de 1970, il remporte la circonscription de Reading sur les travaillistes. Il représente les circonscriptions de Reading South et Reading East jusqu'à son retrait de la politique à l'élection générale de 1997.
Pendant le gouvernement d'Edward Heath, Vaughan est whip du gouvernement et secrétaire privé parlementaire de Francis Pym, le secrétaire d'État à l'Irlande du Nord. Lorsque Margaret Thatcher devient le leader du Parti conservateur, après la défaite de Heath aux élections générales de février 1974 et octobre 1974, Vaughan est son porte-parole pour la santé. Il devient ministre au Département de la santé et de la sécurité sociale sous Patrick Jenkin après que le Parti conservateur ait remporté les élections générales en 1979.
Vaughan ne continue pas avec Norman Fowler, qui remplace Jenkin en 1981. En 1982, Vaughan est transféré comme ministre des affaires de consommation. Lorsqu'il découvre que Joan Ruddock, alors président de la Campagne pour le désarmement nucléaire, est également le chef de son bureau de conseil citoyen (CAB) local, il menace d'arrêter la contribution du gouvernement aux CAB dans tout le pays. L'agitation qui suit, tant de la part des milliers de travailleurs volontaires à la CAB que des parlementaires conservateurs, oblige Vaughan à reculer en avril 1983.
Vaughan quitte le gouvernement en 1983 et est fait chevalier en 1984. A l'arrière-ban, il siège au Comité de sélection de l'éducation de 1983 à 1993, et au Comité des sciences et technologies de 1993 à 1997. Vaughan est un franc-maçon.